# فرودگاه گلوین
فرودگاه گلوین (به انگلیسی: Golovin Airport) یک فرودگاه همگانی با کد یاتا GLV است که یک باند فرود شن دارد و طول باند آن ۱۲۱۹ متر است. این فرودگاه در شهر گولووین، آلاسکا کشور ایالات متحده آمریکا قرار دارد و در ارتفاع ۱۸ متری از سطح دریا واقع شده‌است.